# 貸付型クラウドファンディング
Template:Infobox financial product
貸付型クラウドファンディング（かしつけがたクラウドファンディング、英: Lending-based crowdfunding）は、インターネットを通じて多数の投資家から資金を集め、企業や個人に貸し付け、その利息を投資家に分配する仕組みである。日本では「ソーシャルレンディング」とも呼ばれる。

## 概要
貸付型クラウドファンディングは、投資家が少額から投資できることを特徴とし、従来の銀行融資では資金調達が困難な中小企業や不動産事業、再生可能エネルギー事業などに資金を供給する手段として活用されている。投資家は元本保証を受けられない一方で、利息収入を得ることができる。

## 市場規模
矢野経済研究所の調査によれば、日本の貸付型クラウドファンディング市場は2020年度に約2,000億円規模と推計され、その後も不動産関連案件を中心に成長を続けている。海外では米国のLendingClubやProsperなどが先行事例として知られ、世界的には数兆円規模に成長している。

## 法規制
日本では、貸付型クラウドファンディング事業を行うには第二種金融商品取引業の登録が必要である（金融商品取引法）。さらに、投資家保護の観点から電子募集取扱業務に関する規制や金融庁ガイドラインが適用される。貸付を実行する場合には、貸金業法の登録も必要となる場合がある。

## 特徴
- 投資家側：少額投資が可能で、利回りは年3〜8％程度が多い。元本保証はなく、貸付先の信用リスクを負う。
- 借り手側：銀行融資より柔軟な資金調達が可能であり、不動産開発や事業資金調達などに利用される。
- 流動性：原則として運用期間中の中途解約や譲渡はできない。

## 主な事業者（日本）
2025年時点で運営されている主要な事業者には以下がある。  
- クラウドバンク（日本クラウド証券株式会社）
- ファンズ株式会社
- maneo（マネオマーケット株式会社、2020年以降新規募集停止）
- SAMURAI証券株式会社
- バンカーズ（バンカーズホールディング株式会社）
- AGクラウドファンディング（AGキャピタル株式会社）
- コモサス（COZUCHI提携事業者）

## 行政処分と課題
過去には、運用実態の不透明さや投資家への説明不足により、複数の事業者が行政処分を受けた。  
- SBIソーシャルレンディング: 不適切な貸付説明により金融庁から業務停止命令を受け、その後事業撤退[6]。
- maneo: 資金の流用疑惑や情報開示不十分により複数回行政処分を受けた[7]。

透明性の高い運用実績の開示や借り手の信用評価体制の強化が業界全体の課題となっている。